# Sydseriola
Sydseriola, (vetenskapligt namn Seriola lalandi) är en fiskart som beskrevs av Valenciennes, 1833. Seriola lalandi ingår i släktet Seriola och familjen taggmakrillfiskar. Inga underarter finns listade i Catalogue of Life. Arten kallas också yellowtail kingfish, yellowtail amberjack eller hiramasa.